# Inima regelui
Inima regelui (titlul original: Das Herz des Königs) este un roman istoric, scris de autoarea germană Viola Alvarez care a apărut în anul 2003 sub tiparul editurii Lübbe. Romanul este o autobiografie fictivă a regelui din Cornwall. Prin perspectivele noi și stilul narator neobișnuit, autoarea prezintă o variantă nouă a subiectului legendei despre Tristan și Isolda.